# Dagur og vika
Dagur og Vika en français Le jour et la semaine est une émission d'information des Iles Féroé (de la chaine publique Sjónvarp Føroya).